# Patricia Libregts
Patricia Megens-Libregts (Rotterdam, 22 februari 1966) is een voormalige Nederlands waterpolospeler.
Megens-Libregts nam eenmaal deel aan de Olympische Spelen, in 2000. Ze eindigde met het Nederlands team op de vierde plaats. In de competitie kwam Libregts uit voor GZC Donk uit Gouda. Ze maakte deel uit van het Nederlandse waterpoloteam dat in 1991 de wereldtitel veroverde.
Libregts is de dochter van voetballer en trainer Thijs Libregts, en moeder van waterpoloster Maud Megens.

## Palmares

### Nederlands team
- 1985:  EK Oslo (Noorwegen)
- 1986:  WK Madrid (Spanje)
- 1987:  EK Straatsburg (Frankrijk)
- 1989:  EK Bonn (West-Duitsland)
- 1991:  EK Athene (Griekenland)
- 1991:  WK Perth (Australië)
- 1999:  Wereldbeker Winnipeg (Canada)

Gillian van den Berg · 
Karla van der Boon · 
Hellen Boering · 
Daniëlle de Bruijn · 
Edmée Hiemstra · 
Karin Kuipers · 
Ingrid Leijendekker · 
Patricia Libregts · 
Mirjam Overdam · 
Heleen Peerenboom · 
Carla Quint · 
Marjan op den Velde · 
Ellen van der Weijden-Bast